# Adolf Schliz

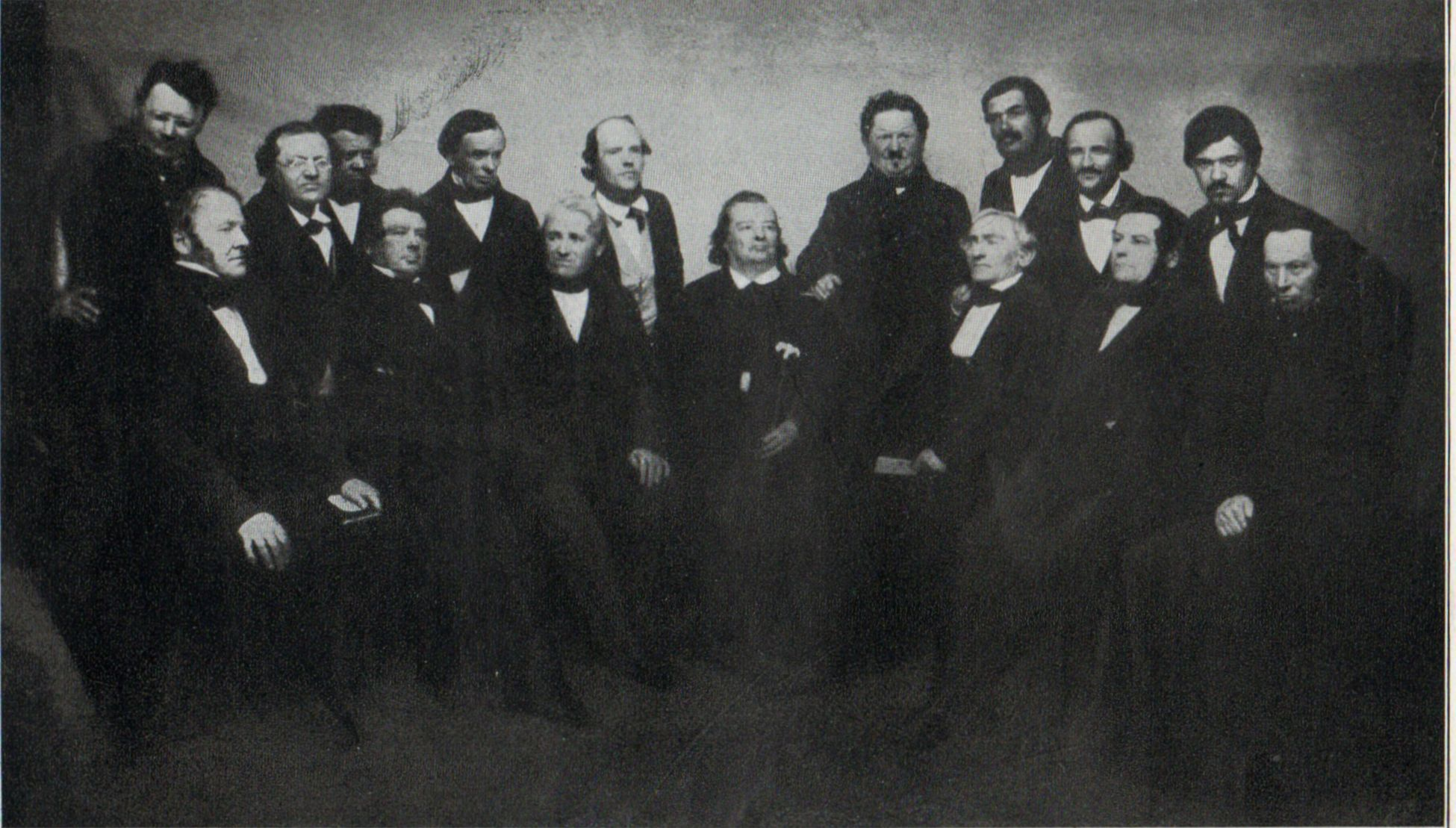
Adolf Schliz (hintere Reihe, ganz links) mit Mitgliedern der Gräßle-Gesellschaft, Foto von 1855

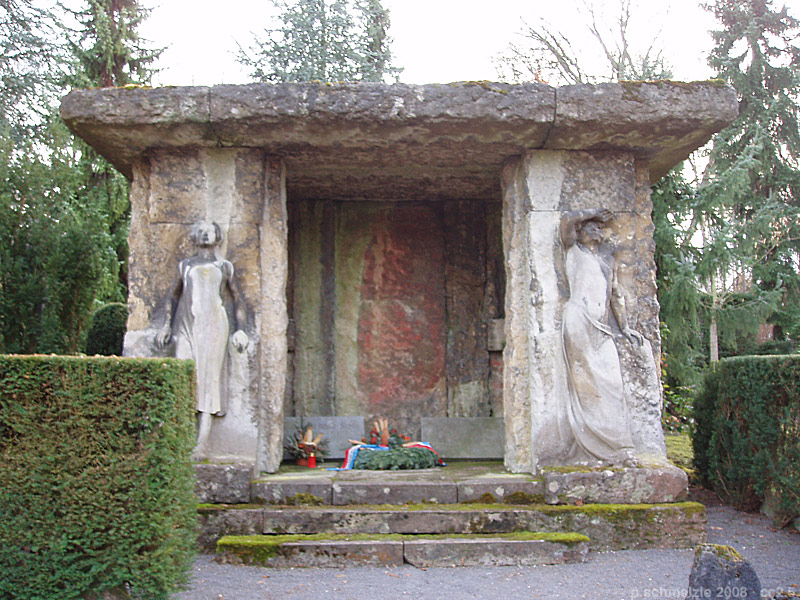
Familiengrabmal Schliz auf dem Hauptfriedhof in Heilbronn

Adolf Schliz (* 11. März 1813 in Ehingen an der Donau; † 5. März 1877 in Heilbronn) war Stadtarzt in Heilbronn.

## Leben
Adolf Schliz war der Sohn des Ehinger Oberamtmanns Joseph Christian Schliz (1781–1861) und kam mit diesem 1822 nach Heilbronn, wo er 1843 Arzt und 1873 Stadtarzt wurde. Er war verheiratet mit Pauline Wecker (1825–1900). Der Ehe entstammten neben dem später ebenfalls als Stadtarzt tätigen Sohn Alfred Schliz (1849–1915) noch zwei Töchter Maria Charlotte Katharina (* 1848) und Pauline Caroline Mathilde (* 1858). Adolf Schliz wurde auf dem Alten Friedhof in Heilbronn bestattet. Nach dem Tod seiner Frau wurden seine Gebeine im Jahr 1900 auf den Heilbronner Hauptfriedhof in die Familiengrabstätte überführt. Sowohl sein im Alten Friedhof erhaltenes Grabmal als auch das Familiengrabmal im Hauptfriedhof zählen zu den bedeutenden Grabmälern in Heilbronn.
1831 wurde er während seines Studiums Mitglied der Burschenschaft Germania Tübingen.